# Obor (stație de metrou)
Obor este o stație de pe linia M1 a metroului din București. Actuala stație de metrou Obor are peroane de 4,2 metri lățime pe fiecare sens de circulație.
Stația de metrou Obor a fost închisă pe data de 22 martie 2008,  pentru 2 luni, pentru efectuarea unor lucrări de îmbunătățire a circulației în pasajul rutier cu același nume, și redeschisă pe data 23 mai, cu două zile mai devreme decât s-a anunțat la începerea lucrărilor edilitare în zonă.În viitor se va face legătura cu M7
Actuala incintă a stației a fost construită încă din 1979 (când a fost construit pasajul Obor, în componența căruia se afla), și inițial avea rolul de stație de tramvai subterană. Peste 10 ani, în 1989, stația de tramvai fost refăcută în stație de metrou.